# ایداباشی

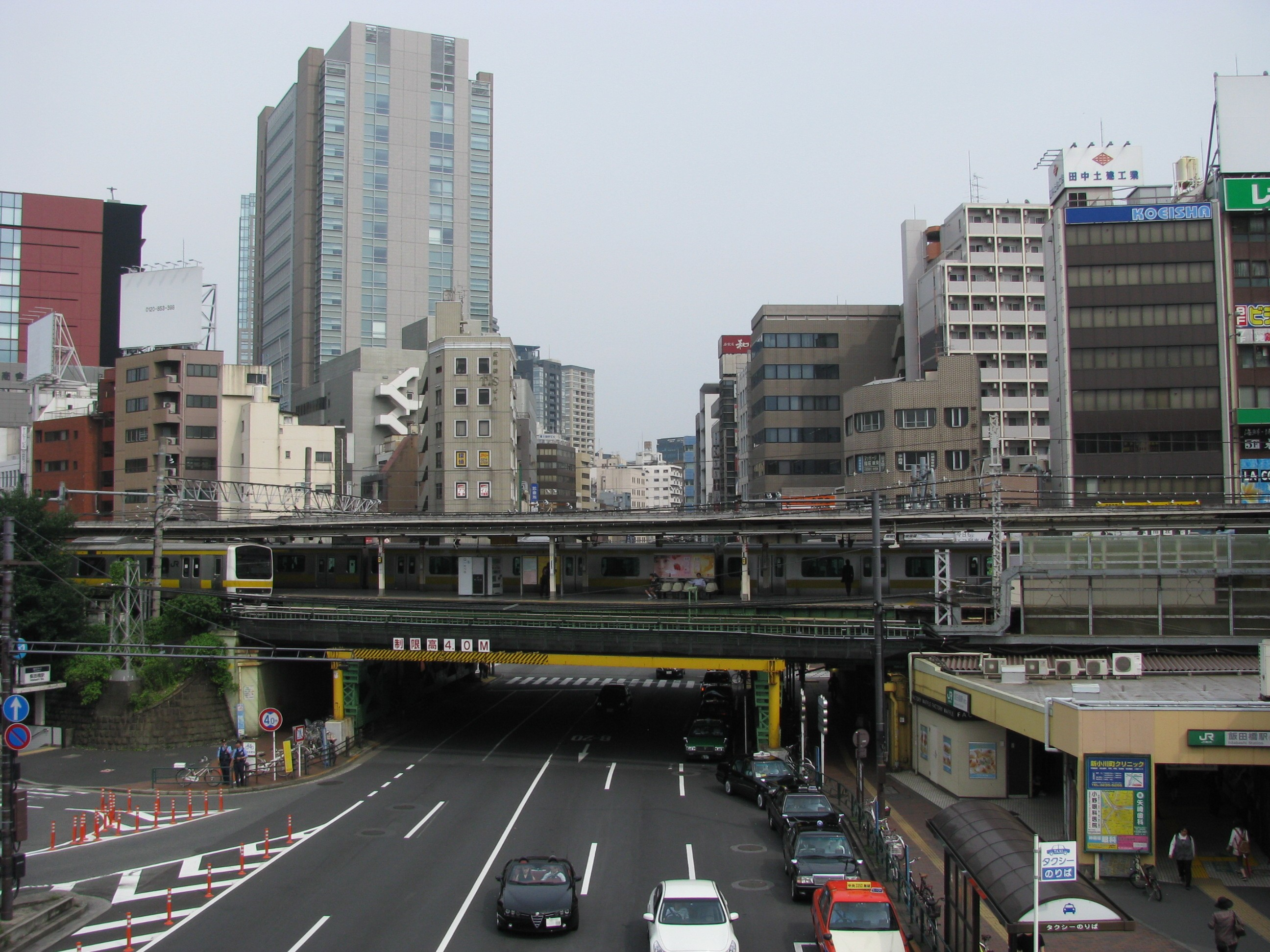
نمایی از محلهٔ ایداباشی در منطقهٔ چیودا، توکیو - ۲۰۱۱

ایداباشی (به ژاپنی: (飯田橋, Iidabashi) یکی از محله‌های توکیو، پایتخت ژاپن، است که در منطقهٔ چیودا واقع شده‌است.    

## ایستگاه راه‌آهن
- متروی توئی، خط اوادو، ایستگاه ایداباشی
- متروی توکیو، خط یوراکوچو
- متروی توکیو، خط نامبوکو
- جی آر، خط چوئو-سوبو